# Acrocinus longimanus
El aserrador arlequín (Acrocinus longimanus) es un escarabajo tropical nativo de las Américas, especialmente desde el sur de México hasta el noreste de Uruguay. Pertenece a la tribu Acrocinini de los coleópteros crisomeloideos y de la familia de escarabajos longicornios.

## Etimología
Se le conoce como aserrador en vista de que las larvas comen la madera del árbol, usualmente el caucho y arlequín dado el elaborado patrón de colores negro, rojo y amarillo verdoso de la cubierta de las alas en ambos sexos. El nombre científico de la especie se debe a sus largas patas delanteras que, en el macho, llegan a medir hasta dos veces el largo de su cuerpo.

## Características
El aserrador arlequín es un insecto nocturno que a menudo se encuentra cerca de la luz de las casas durante la noche. Las partes laterales del tórax cuentan con pequeñas espinas y al ser atrapado por las alas, el movimiento de su abdomen produce un ruido característico, ambos usados para asustar a sus enemigos.

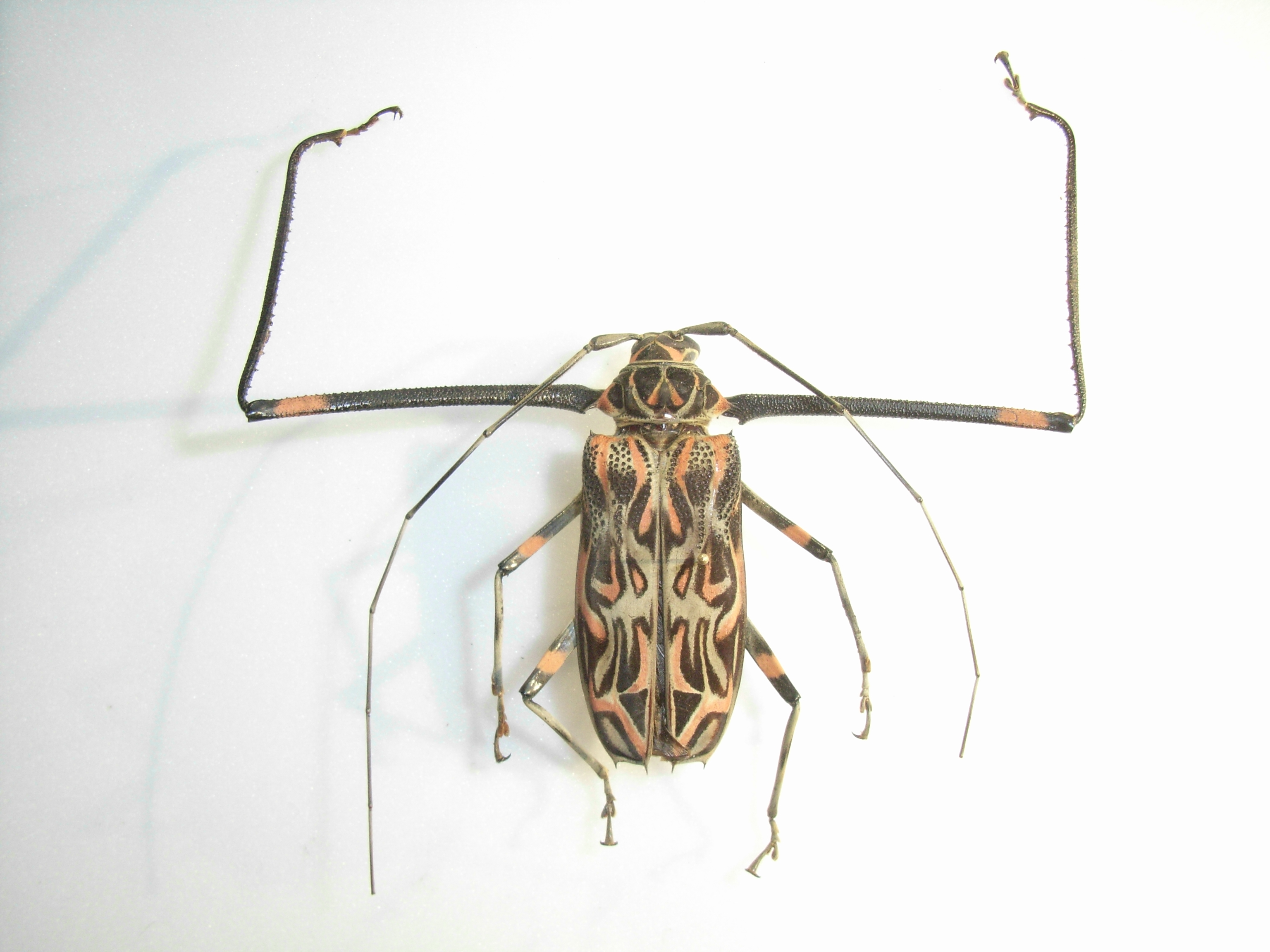
Macho
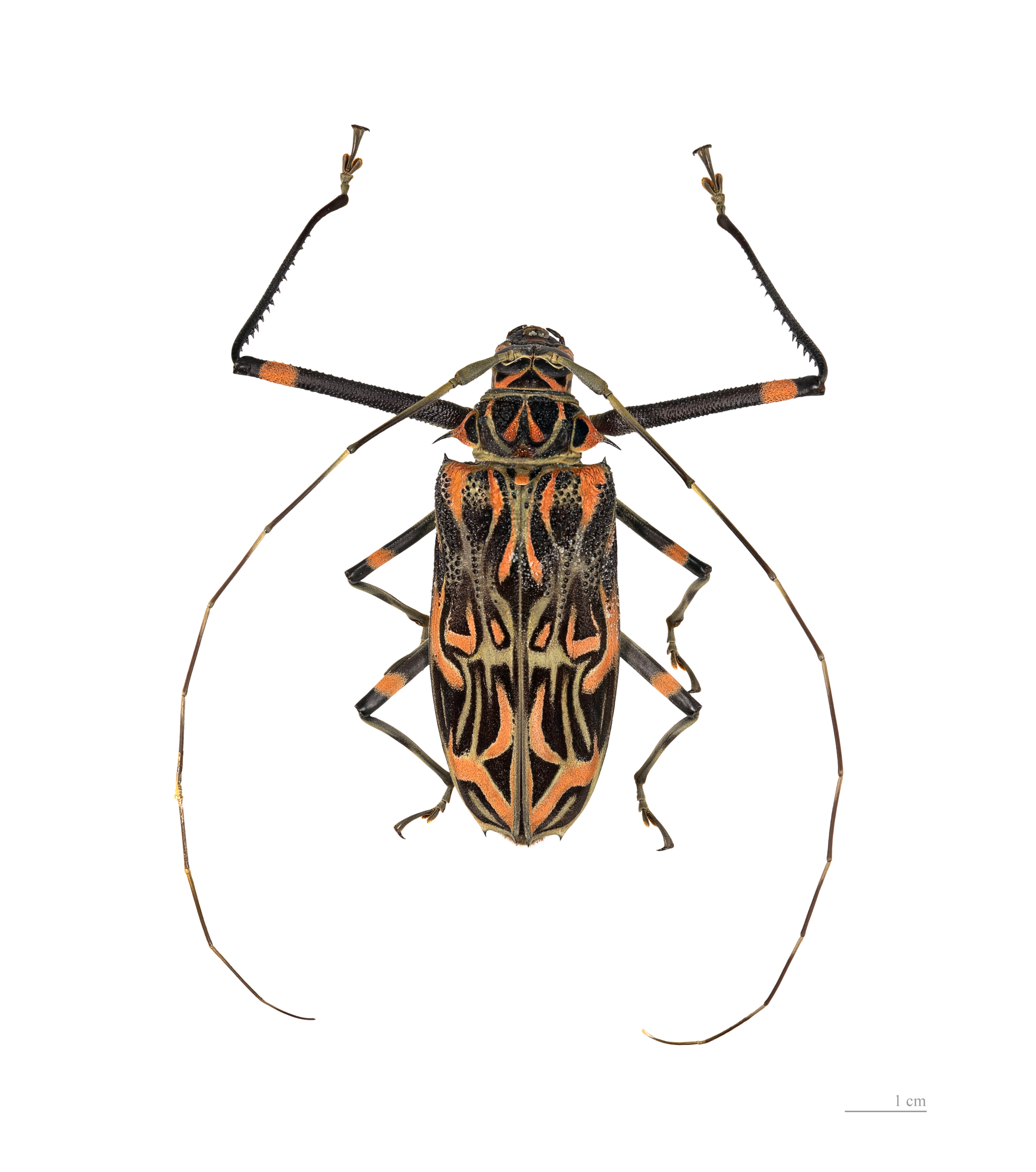
Hembra - Museo de Toulouse